# Уравнение Дюпона
Уравнение Дюпона (модель Дюпона, формула Дюпона; англ. DuPont equation, DuPont Model, DuPont analysis) — показатель рентабельности собственного капитала, выраженный через производственную эффективность, эффективность использования активов и финансовый рычаг; модифицированный факторный анализ, определяющий за счёт каких факторов происходило изменение рентабельности. Название происходит от компании DuPont, начавшей применять эту формулу в 1920-х годах.

## Формула
По определению американского профессора Стивена Росса уравнение Дюпона — это показатель рентабельности собственного капитала, выраженный через производственную эффективность, эффективность использования активов и финансовый рычаг.
В основании факторной модели в виде древовидной структуры — показатель рентабельности собственного капитала (ROE), а признаки — характеризующие факторы производственной и финансовой деятельности предприятия. Проще говоря, факторы, влияющие на ROE дробятся с целью выяснения: какие факторы в большей или меньшей степени влияют на рентабельность собственного капитала.
Основные три фактора:
1. операционная рентабельность (измеряется как норма прибыли)
2. эффективность использования активов (измеряется как коэффициент оборачиваемости активов)
3. финансовый рычаг (измеряется как коэффициент собственного капитала)

трёхфакторная модель представлена формулой:
```
ROE  = (
Чистая прибыль
 / 
Выручка
) ×    (
Выручка
 / 
Активы
)     ×  (Активы/ 
Собственный капитал
)

     =      (норма прибыли)       × (оборачиваемость активов) × (коэффициент капитализации)
```

Модель Дюпона (англ. TheDuPont System of Analysis, формула Дюпона) – метод финансового анализа через оценку ключевых факторов, определяющих рентабельность предприятия. Данный метод был впервые использован компанией «DuPont» в начале 20-го века и представляет собой факторный анализ, то есть  выделение основных факторов, влияющих на эффективность деятельности предприятия.
Целью финансового анализа, проводимого компанией, является поиск путей максимизации прибыльности вложенного капитала для собственников и акционеров. Прибыльность предприятия и рост ее стоимости для акционеров отражается коэффициентами рентабельности. Управление рентабельностью предприятия становится ключевой задачей для всех уровней менеджмента: стратегического, тактического и оперативного. Фирмой «DuPont» был предложен простой способ управления рентабельностью через разложение коэффициента рентабельности на факторы, отражающие различные аспекты деятельности предприятия.

## Модель Дюпона
Модель Дюпона и ее модификации в трех- и пятифакторные формулы позволяет компании быстро оценить степень влияния различных факторов на формирование ключевого в оценке стоимости компании, и ее привлекательности для акционеров – показателя рентабельности собственного капитала.

### Двухфакторная модель Дюпона
Двухфакторная модель Дюпона показывает взаимосвязь между показателем эффективности деятельности предприятия – ее рентабельностью (ROA) и двумя факторами: рентабельностью продаж и оборачиваемостью активов. Таким образом, модель позволяет  оценить вклад системы продаж предприятия и степени интенсивности использования активов в формирование рентабельности компании.
Первоначально модель представляла собой влияние двух факторов на рентабельность активов (ROA) предприятия.
ROA = Чистая прибыль/Средняя величина активов=Чистая прибыль/Выручка * Выручка/Средняя величина активов
{\displaystyle ROA=ROS*K_{oa}}
где {\displaystyle ROA} (Return On Assets) – коэффициент рентабельности активов; {\displaystyle ROS} (Return On Sales) – коэффициент рентабельности продаж; {\displaystyle K_{oa}} – коэффициент оборачиваемости активов.
Также один из вариантов формулы двухфакторной модели Дюпона за критерий эффективности предприятия использует рентабельность собственного капитала. В результате формула модифицируется в следующий вид:
{\displaystyle ROE=ROA*LR}
где {\displaystyle ROE} (Return On Equity) – рентабельность собственного капитала; {\displaystyle LR} (Leverage ratio) – коэффициент капитализации (коэффициент финансового рычага).
Так данная формула отражает степень влияния двух факторов на рентабельность: прибыльность деятельности предприятия и уровень предпринимательских рисков, выраженный в коэффициенте финансового рычага.

### Трехфакторная модель Дюпона
Трехфакторная модель Дюпона заключается в использовании коэффициента рентабельности собственного капитала (ROE, Return On Equity) как интегрального показателя эффективности деятельности предприятия и представление ее формулы в виде трех факторов. Так формула расчета рентабельности собственного капитала имеет следующий вид:
ROE = ROS * Kао * LR
где:
ROE (Return On Equity) –  рентабельность собственного капитала;
ROS (Return On Sales) – рентабельность продаж;
Kоа – коэффициент оборачиваемости активов;
LR (Leverage ratio) – коэффициент капитализации (коэффициент финансового рычага).
Формула Дюпона включает три фактора, влияющих на рентабельность собственного капитала:
· операционную эффективность (рентабельность продаж по чистой прибыли);
· эффективность использования всех активов (оборачиваемость активов);
- использование заемного капитала (финансовый рычаг).
Трехфакторная модель Дюпона показывает влияние на рентабельность предприятия операционной деятельности (продажи), инвестиционной и финансовой. Как мы видим, эффективность системы продаж предприятия напрямую определяет рентабельность собственного капитала и следовательно инвестиционную привлекательность предприятия.

### Пятифакторная модель Дюпон
Пятифакторная модель Дюпон имеет следующий вид:
ROE = Чистая прибыль / Прибыль до налогообложения * Прибыль до налогообложения / Прибыль до налогообложения и выплат % * Прибыль до налогообложения и выплат % / Выручка * Выручка / Активы * Активы / Собственный капитал
ROE = TB * IB * ROS * Коа * LR
гд
TB (Tax Burden) – коэффициент налогового бремени;
IB (Interest Burden) – коэффициент процентного бремени;
ROS (Return On Sales) – рентабельность продаж предприятия;
Kоа – коэффициент оборачиваемости активов;
LR (Leverage ratio) – коэффициент капитализации?? (коэффициент финансового рычага).
Рентабельность собственного капитала предприятия формируется за счет: налоговой ставки, процентов по заемному капиталу, эффективности продаж, результативности инвестиционной деятельности и финансового риска.
Преимущества модели ее простота расчета и анализа. Выделенные факторы, определяющие прибыльность компании для акционеров, довольно легко связываются с оперативными планами предприятия.
Недостатками модели являются то, что бухгалтерская отчетность не является абсолютно надежным источником информации о деятельности предприятия.
Модифицированная схема факторного анализа DuPont и Схема модели Дюпон

## Применение
При всей простоте, в методике отражены три важные составляющие:
1. Структура рисков бизнеса
2. Динамика изменения рисков
3. Дополнительная оценка стоимости капитала

Дело в том, что учётная оценка и рыночная стоимость сильно отличаются. ROE, в сопоставлении с рыночной стоимостью, с учётом структурных рисков и динамикой прибыли, отражающей часть внешних факторов, даёт дополнительную оценку. Естественно, необходимо учитывать отраслевую специфику. И тем более это актуально для владельцев бизнеса и потенциальных инвесторов. Поэтому методика Дюпона, как дополнительный инструмент анализа, также используется для оценки рисков инвестиционных проектов.